# Liste des mers lunaires
Ceci est une liste des mers lunaires.
Cette page contient les formations des types suivants :
- maria (mers) (singulier : mare) ;
- oceanus (un seul : l'océan des Tempêtes) ;
- lacus (lac) ;
- palus (marais) ;
- sinus (golfe).

La face cachée de la Lune possède beaucoup moins de mers que la face visible probablement parce cette face visible a une écorce moins épaisse à cause de l'attraction terrestre, favorisant les épanchements basaltiques.

## Carte desmersetocéans
| 1000 km Mare Anguis Mare Australe Mare Cognitum Mare Crisium Mare Fecunditatis Mare Frigoris Mare Humboldtianum Mare Humorum Mare Imbrium Mare Ingenii Mare Insularum Mare Marginis Mare Moscoviense Mare Nectaris Mare Nubium Mare Orientale Mare Serenitatis Mare Smythii Mare Spumans Mare Tranquillitatis Mare Undarum Mare Vaporum Oceanus Procellarum |

## MariaetOceanus
| Nom latin            | Nom français                               | Lat.    | Long.    | Diamètre | Sonde                                              |
| -------------------- | ------------------------------------------ | ------- | -------- | -------- | -------------------------------------------------- |
| Mare Anguis          | Mer du Serpent                             | 22.6° N | 67.7° E  | 150 km   |                                                    |
| Mare Australe        | Mer Australe                               | 38.9° S | 93.0° E  | 603 km   |                                                    |
| Mare Cognitum        | Mer de la Connaissance                     | 10.0° S | 23.1° W  | 376 km   | Ranger 7                                           |
| Mare Crisium         | Mer des Crises                             | 17.0° N | 59.1° E  | 418 km   | Luna 23 Luna 24                                    |
| Mare Fecunditatis    | Mer de la Fertilité ou Mer de la Fécondité | 7.8° S  | 51.3° E  | 909 km   | Luna 16 Luna 18 Luna 20                            |
| Mare Frigoris        | Mer du Froid                               | 56.0° N | 1.4° E   | 1 596 km |                                                    |
| Mare Humboldtianum   | Mer de Humboldt                            | 56.8° N | 81.5° E  | 273 km   |                                                    |
| Mare Humorum         | Mer des Humeurs                            | 24.4° S | 38.6° W  | 389 km   |                                                    |
| Mare Imbrium         | Mer des Pluies                             | 32.8° N | 15.6° W  | 1 123 km | Luna 17 Lunokhod 1                                 |
| Mare Ingenii         | Mer de l'Ingénuité                         | 33.7° S | 163.5° E | 318 km   |                                                    |
| Mare Insularum       | Mer des Îles                               | 7.5° N  | 30.9° W  | 513 km   |                                                    |
| Mare Marginis        | Mer Marginale                              | 13.3° N | 86.1° E  | 420 km   |                                                    |
| Mare Moscoviense     | Mer de Moscovie                            | 27.3° N | 147.9° E | 277 km   |                                                    |
| Mare Nectaris        | Mer du Nectar                              | 15.2° S | 35.5° E  | 333 km   |                                                    |
| Mare Nubium          | Mer des Nuées                              | 21.3° S | 16.6° W  | 715 km   | Luna 5                                             |
| Mare Orientale       | Mer Orientale                              | 19.4° S | 92.8° W  | 327 km   |                                                    |
| Mare Serenitatis     | Mer de la Sérénité                         | 28.0° N | 17.5° E  | 707 km   | Luna 21                                            |
| Mare Smythii         | Mer de Smyth                               | 1.3° N  | 87.5° E  | 373 km   |                                                    |
| Mare Spumans         | Mer des Écumes                             | 1.1° N  | 65.1° E  | 139 km   |                                                    |
| Mare Tranquillitatis | Mer de la Tranquillité                     | 8.5° N  | 31.4° E  | 873 km   | Ranger 8 Surveyor 5                                |
| Mare Undarum         | Mer des Ondes                              | 6.8° N  | 68.4° E  | 243 km   |                                                    |
| Mare Vaporum         | Mer des Vapeurs                            | 13.3° N | 3.6° E   | 245 km   |                                                    |
| Oceanus Procellarum  | Océan des Tempêtes                         | 18.4° N | 57.4° W  | 2 568 km | Luna 7 Luna 8 Luna 9 Luna 13 Surveyor 1 Surveyor 3 |

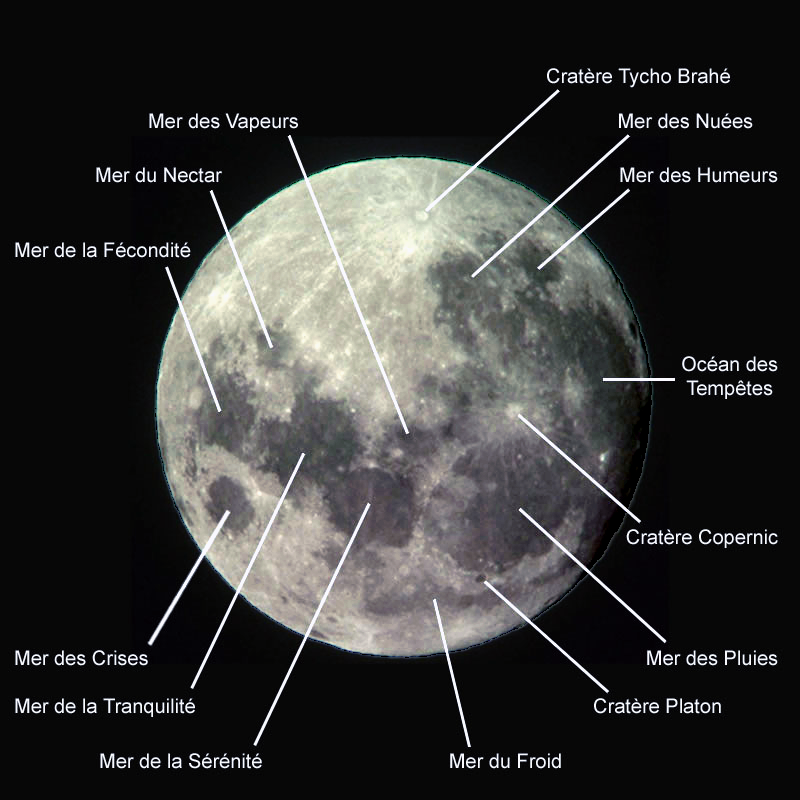
Carte simplifiée des mers et cratères tels que vus au travers d'un instrument astronomique.

Une région de la face cachée de la lune a brièvement été identifiée à tort comme une mer, et fut nommée Mare Desiderii (Mer des rêves).

## Lacus
Les lacus sont des plaines basaltiques plus petites que les maria et ont une origine semblable.
| Nom latin            | Nom français           | Lat.    | Long.    | Diamètre |
| -------------------- | ---------------------- | ------- | -------- | -------- |
| Lacus Aestatis       | Lac de l'Été           | 15.0° S | 69.0° W  | 90 km    |
| Lacus Autumni        | Lac de l'Automne       | 9.9° S  | 83.9° W  | 183 km   |
| Lacus Bonitatis      | Lac de la Bonté        | 23.2° N | 43.7° E  | 92 km    |
| Lacus Doloris        | Lac des Tourments      | 17.1° N | 9.0° E   | 110 km   |
| Lacus Excellentiae   | Lac de la Perfection   | 35.4° S | 44.0° W  | 184 km   |
| Lacus Felicitatis    | Lac de la Félicité     | 19.0° N | 5.0° E   | 90 km    |
| Lacus Gaudii         | Lac de l'Allégresse    | 16.2° N | 12.6° E  | 113 km   |
| Lacus Hiemalis       | Lac de l'Hiver         | 15.0° N | 14.0° E  | 50 km    |
| Lacus Lenitatis      | Lac de la Tendresse    | 14.0° N | 12.0° E  | 80 km    |
| Lacus Luxuriae       | Lac de la Luxuriance   | 19.0° N | 176.0° E | 50 km    |
| Lacus Mortis         | Lac de la Mort         | 45.0° N | 27.2° E  | 151 km   |
| Lacus Oblivionis     | Lac de l'Oubli         | 21.0° S | 168.0° W | 50 km    |
| Lacus Odii           | Lac de la Haine        | 19.0° N | 7.0° E   | 70 km    |
| Lacus Perseverantiae | Lac de la Persévérance | 8.0° N  | 62.0° E  | 70 km    |
| Lacus Solitudinis    | Lac de la Solitude     | 27.8° S | 104.3° E | 139 km   |
| Lacus Somniorum      | Lac des Songes         | 38.0° N | 29.2° E  | 384 km   |
| Lacus Spei           | Lac de l'Espérance     | 43.0° N | 65.0° E  | 80 km    |
| Lacus Temporis       | Lac du Temps           | 45.9° N | 58.4° E  | 117 km   |
| Lacus Timoris        | Lac de l'Effroi        | 38.8° S | 27.3° W  | 117 km   |
| Lacus Veris          | Lac du Printemps       | 16.5° S | 86.1° W  | 396 km   |

## SinusetPaludes
| Nom latin         | Nom français                                         | Lat.    | Long.   | Diamètre | Sonde      |
| ----------------- | ---------------------------------------------------- | ------- | ------- | -------- | ---------- |
| Palus Epidemiarum | Marais des Épidemies                                 | 32.0° S | 28.2° W | 286 km   |            |
| Palus Putredinis  | Marais de la Putréfaction                            | 26.5° N | 0.4° E  | 161 km   | Luna 2     |
| Palus Somni       | Marais du Sommeil                                    | 14.1° N | 45.0° E | 143 km   |            |
| Sinus Aestuum     | Golfe Torride                                        | 10.9° N | 8.8° W  | 290 km   |            |
| Sinus Amoris      | Golfe de l'Amour                                     | 18.1° N | 39.1° E | 130 km   |            |
| Sinus Asperitatis | Golfe de l'Aspérité                                  | 3.8° S  | 27.4° E | 206 km   |            |
| Sinus Concordiae  | Golfe de la Concorde                                 | 10.8° N | 43.2° E | 142 km   |            |
| Sinus Fidei       | Golfe de la Foi                                      | 18.0° N | 2.0° E  | 70 km    |            |
| Sinus Honoris     | Golfe de l'Honneur                                   | 11.7° N | 18.1° E | 109 km   |            |
| Sinus Iridum      | Gofe des Iris Baie des Arcs-en-ciel[réf. nécessaire] | 44.1° N | 31.5° W | 236 km   |            |
| Sinus Lunicus     | Golfe Lunik                                          | 31.8° N | 1.4° W  | 126 km   |            |
| Sinus Medii       | Golfe Central                                        | 2.4° N  | 1.7° E  | 335 km   | Surveyor 6 |
| Sinus Roris       | Baie ou golfe de la Rosée                            | 54° N   | 56.6° W | 202 km   | Clementine |
| Sinus Successus   | Golfe du Succès                                      | 0.9° N  | 59.0° E | 132 km   |            |